# عبد الله العامري (قاضي)
عبد الله العامري (ولد في سنة 1953) هو قاضي عراقي. كان أحد قضاة المحكمة الجنائية العراقية العليا التي حاكمت الرئيس العراقي الأسبق صدام حسين. ترأس الهيئة الثانية في المحكمة الجنائية سنة 2006 لمدة قصيرة حاكم صدام حسين خلالها لتسع جلسات بقضية الأنفال في الفترة من 21 أغسطس إلى 19 سبتمبر في السنة نفسها، ثم اُستبعد. وذكر المتحدث باسم الحكومة علي الدباغ: «طلبنا من المحكمة استبدال القاضي؛ لأنه خرج عن حياديته عندما أدلى بملاحظاتٍ قال فيها: أن صدام لم يكن ديكتاتوراً. وأبلغتنا المحكمة بأنه قد استبدل فعلاً. وكان هذا قراراً صادراً عن مجلس الوزراء».